# 브라이언 벤자민
브라이언 A. 벤자민(Brian A. Benjamin, 1976년 12월 9일 ~ )은 미국의 정치인으로 제64대 뉴욕주 부지사이다.

## 학력
- 브라운 대학교 인문사회 학사
- 하버드 대학교 경영학 석사

## 경력
- 2017.06 ~ 2021.09 제202·203·204대 뉴욕 제30선거구 상원의원
- 2021.09 ~ 2022.04 제64대 뉴욕 부지사

## 역대 선거 결과
| 선거명        | 직책명                 | 대수  | 정당   | 득표율 | 득표수    | 결과 | 당락             |
| ------------- | ---------------------- | ----- | ------ | ------ | --------- | ---- | ---------------- |
| 2017년 재선거 | 상원의원 (뉴욕 제30부) | 202대 | 민주당 | 91.16% | 8,106표   | 1위  | 뉴욕 주의원 당선 |
| 2018년 선거   | 상원의원 (뉴욕 제30부) | 203대 | 민주당 | 99.62% | 96,528표  | 1위  | 뉴욕 주의원 당선 |
| 2020년 선거   | 상원의원 (뉴욕 제30부) | 204대 | 민주당 | 93.05% | 115,397표 | 1위  | 뉴욕 주의원 당선 |